# カレル・ゼマン
カレル・ゼマン（Karel Zeman, 1910年11月3日 - 1989年5月5日）はチェコスロバキアのアニメーション監督、特撮映画監督。長編ではジュール・ヴェルヌの小説を数本映像化している。

## 人物
1910年、ボヘミアのオストロメール(オストロムニェシュ)に生まれる。戦前は、デザイナー業を経て、フランスでPR映画の製作に従事していた。
戦後直ぐにモラヴィアのゴットヴァルドフ（現・ズリーン）にあった人形アニメの国立スタジオに所属し、アニメーションの仕事をはじめた。
晩年にはカナダのNFBで切り紙アニメーションの指導をしたほか、ズリーンで毎年開かれる児童映画祭の委員長を長く務め、1989年に同地で永眠。79歳。

## 主な作品
- クリスマスの夢 Vánoční sen (1946)
- プロコウクさんのボランティア活動 Pan Prokouk ouřaduje (1947)
- 水玉の幻想 Inspirace (1949)
- 前世紀探検 Cesta do pravěku (1955)
- 悪魔の発明 Vynález zkázy (1958) (原作：ジュール・ヴェルヌ『悪魔の発明』)
- ほら男爵の冒険 Baron Prášil (1961)（原作：G.A. ビュルガー）
- 狂気のクロニクル Bláznova kronika (1964)
- 盗まれた飛行船 Ukradená vzducholoď (1967) (原作：ジュール・ヴェルヌ『十五少年漂流記』)
- 彗星に乗って Na kometě (1970) (原作：ジュール・ヴェルヌ『彗星飛行』)
- 船乗りシンドバッドの冒険 Dobrodružství námořníka Sindibáda (1971)
- 千夜一夜物語 Pohádky tisíce a jedné noci (1974)
- クラバート Čarodějův učeň (1977) (Krabat) (原作：オトフリート・プロイスラー『クラバート』)
- ホンジークとマジェンカ Pohádka o Honzíkovi a Mařence (1980)

## 参考図書
- 「夜想35」(ペヨトル工房、99年)
- 「アートアニメーションの素晴らしき世界」(遠山純生・他編、エスクァイア・マガジン・ジャパン、02年)
- 「ユーロ・アニメーション　光と影のディープ・ファンタジー」(昼間行雄・他編、フィルムアート社CineLesson別冊、02年)